# Терънс Хенрикс
Терънс Томас „Том“ Хенрикс (на английски: Terence Thomas "Tom" Henricks) е американски тест пилот и астронавт на НАСА, участник в четири космически полета.

## Образование
Терънс Хенрикс придобива бакалавърска степен по строително инженерство от Академията на USAF, Охайо, през 1974 г. През 1982 г. получава магистърска степен по публична администрация от университета Голдън Гейт (на английски: Golden Gate University), Сан Франциско, Калифорния.

## Военна служба
Хенрикс започва военната си служба в USAF през 1975 г. в авиобазата Крейг, Алабама. Лети на изтребител F-4 Phantom II. В края на седемдесетте години служи във Великобритания, а през 1980 г. е прехвърлен в авиобазата Нелис, Лас Вегас, Невада. През 1983 г. завършва школа за тест пилоти в авиобазата Едуардс, Калифорния. Назначен е за командир на 57 - мо авиокрило, опериращо със самолет F-16C. В кариерата си има повече от 6000 полетни часа на 30 различни типа самолети. Майстор парашутист и инструктор със 749 скока.

## Служба в НАСА
На 4 юни 1985 г., Терънс Т. Хенрикс е избран за астронавт от НАСА, Астронавтска група №11. През юли 1986 г. завършва успешно курса за подготовка. Участник е в четири космически полета.

### Космически полети
| Космически полети на Терънс Томас „Том“ Хенрикс                  | Космически полети на Терънс Томас „Том“ Хенрикс | Космически полети на Терънс Томас „Том“ Хенрикс | Космически полети на Терънс Томас „Том“ Хенрикс | Космически полети на Терънс Томас „Том“ Хенрикс | Космически полети на Терънс Томас „Том“ Хенрикс | Космически полети на Терънс Томас „Том“ Хенрикс |
| №                                                                | Дата                                            | КК                                              | Емблема на мисията                              | Функции                                         | Продължителност                                 |                                                 |
| ---------------------------------------------------------------- | ----------------------------------------------- | ----------------------------------------------- | ----------------------------------------------- | ----------------------------------------------- | ----------------------------------------------- | ----------------------------------------------- |
| 1                                                                | 24 ноември 1991                                 | „Атлантис“, мисия STS-44                        |                                                 | Пилот                                           | 6 денонощия 22 часа 50 мин. 44 сек.             |                                                 |
| 2                                                                | 26 април 1993                                   | „Колумбия“, мисия STS-55                        |                                                 | Пилот                                           | 9 денонощия 23 часа 39 мин. 59 сек.             |                                                 |
| 3                                                                | 13 юли 1995                                     | „Дискавъри“, мисия STS-70                       |                                                 | Командир                                        | 8 денонощия 22 часа 20 мин. 05 сек.             |                                                 |
| 4                                                                | 20 юни 1996                                     | „Колумбия“, мисия STS-78                        |                                                 | Командир                                        | 16 денонощия 21 часа 48 мин. 30 сек.            |                                                 |
| Сумарно време в космоса – 49 денонощия 18 часа 38 минути 20 сек. |                                                 |                                                 |                                                 |                                                 |                                                 |                                                 |

## Награди
- Летателен кръст за заслуги;
- Медал за национална отбрана;
- Медал за отлична служба (2);
- Медал за похвала (2);
- Медал на НАСА за участие в космически полет (4);
- Медал на НАСА за похвална служба;
- Медал на НАСА за постижения в службата;
- Медал на НАСА за изключително лидерство.

В Залата на славата на ветераните от Охайо.